# 硒酸铪
硒酸铪是一种无机化合物，化学式为Hf(SeO4)2。它的四水合物40%硒酸和二氧化铪在水热条件（300 °C）下反应得到，或通过硒酸和饱和的氯氧化铪八水合物溶液反应制得，它和Hf(SO4)2·4H2O同构，属正交晶系。四水合物在140~220 °C失水得到无水物，无水物在610 °C分解。